# Liste von Kanzeln im Landkreis Aichach-Friedberg
Diese Seite listet Kirchenkanzeln im Landkreis Aichach-Friedberg auf.

## Liste
- Adelzhausen
- Affing
- Aichach (Heilig Geist)
- Aichach (Mariä Himmelfahrt)
- Aindling
- Ainertshofen
- Algertshausen
- Alsmoos
- Anwalting
- Aufhausen
- Aulzhausen
- Bachern
- Baindlkirch
- Bitzenhofen
- Blumenthal
- Dasing
- Echsheim
- Edenried
- Friedberg (Herrgottsruh)
- Friedberg (St. Stephan)
- Gallenbach
- Gebenhofen
- Griesbeckerzell
- Grimolzhausen
- Großhausen
- Gundelsdorf
- Haberskirch
- Handzell
- Haunswies
- Hofhegnenberg
- Hollenbach
- Holzburg
- Heretshausen
- Hochdorf
- Igenhausen
- Inchenhofen
- Kissing
- Klingen
- Kühbach
- Landmannsdorf
- Mainbach
- Merching
- Mering
- Mühlhausen
- Oberbaar
- Oberbernbach
- Obergriesbach
- Obermauerbach
- Oberwittelsbach
- Ottmaring
- Paar (Friedberg)
- Paar (Kühbach)
- Pöttmes
- Rehling
- Rehrosbach
- Ried
- Rieden
- Rinnenthal
- Sainbach
- Sankt Franziskus
- Scherneck
- Schiltberg
- Schmiechen (Maria Kappel)
- Schmiechen (St. Johannes Baptist)
- Schorn
- Sielenbach (St. Peter und Paul)
- Stätzling
- Steinach bei Mering
- Stotzard
- Sulzbach
- Taiting
- Tattenhausen
- Tödtenried
- Todtenweis
- Unterschneitbach
- Unterbernbach
- Wessiszell
- Wiesenbach
- Willprechtszell
- Zahling
- Zieglbach